# 长沟镇 (山阳县)
长沟镇是中国陕西省商洛市山阳县下辖的一个镇。

## 行政区划
长沟镇下辖以下行政区：
三宫殿村、刘家沟村、长沟村、三槐村、东坡村、西坡村、柳山坡村、阳坡村、湾坪村、板仓沟村